# 3664 Аннерес
3664 Аннерес (4260 P-L, 1974 RK1, 1983 NX, 1984 YF4, 1986 GL, 3664 Anneres) — астероїд головного поясу, відкритий 24 вересня 1960 року.
Тіссеранів параметр щодо Юпітера — 3,312.